# 2019
Cette page concerne l'année 2019  du calendrier grégorien.
2019 est une année commune qui commence un mardi. C'est la 2019e année de notre ère, la 19e du IIIe millénaire et du XXIe siècle et la 10e et dernière de la décennie 2010-2019.
Elle est marquée par (de haut en bas et de gauche à droite sur l'image ci-contre) :
- la première photographie d'un trou noir, M87*, par l'Event Horizon Telescope,
- une avancée majeure dans la recherche sur le cancer (Cas9),
- des manifestations en Iran,
- des manifestations en Irak,
- le cyclone Idai,
- une transition impériale japonaise,
- les attentats de Christchurch,
- une crise présidentielle au Venezuela,
- le crash du vol Ethiopian Airlines 302,
- un important incendie de Notre-Dame de Paris,
- des manifestations à Hong Kong,
- la révolution soudanaise,
- l'opération Source de paix,
- des attentats au Sri Lanka,
- la première procédure de destitution de Donald Trump,
- des manifestations au Chili.

## Autres calendriers
L'année 2019 du calendrier grégorien correspond aux dates suivantes :
- Calendrier berbère (amazigh) : 2968 / 2969 (Le 1er yennayer 2969 a lieu le 13 janvier 2019)
- Calendrier chinois : 4716 / 4717 (le Nouvel An chinois 4717 de l'année du cochon de terre a lieu le 5 février 2019[1])
- Calendrier hébraïque : 5779 / 5780 (le 1er tishri 5780 a lieu le 30 septembre 2019[2])
- Calendrier indien : 1940 / 1941 (le 1er chaitra 1941 a lieu le 22 mars 2019[2])
- Calendrier japonais : 31 de l'Ère Heisei / Initiale (1) de l'Ère Reiwa (le calendrier japonais utilise les jours grégoriens, le passage à l'ère Reiwa s'est effectué le 1er mai)
- Calendrier musulman : 1440 / 1441 (le 1er mouharram 1441 a lieu le 1er septembre 2019[2])
- Calendrier persan : 1397 / 1398 (le 1er farvardin 1398 a lieu le 21 mars 2019[2])
- Calendrier républicain : 227 / 228 (le 1er vendémiaire 228 a lieu le 23 septembre 2019[2])
  - Jours juliens : 2 458 484,5 à 2 458 849,5[3],[2]

## Crise alimentaire
Quelque 135 millions de personnes dans 55 pays affectés par les conflits et les problèmes climatiques étaient en situation « d'insécurité alimentaire aiguë » en 2019, indique le rapport mondial sur les crises alimentaires 2020, publié par l'Organisation des Nations unies pour l'alimentation et l'agriculture (FAO) et le Programme alimentaire mondial (PAM). Il s'agit du chiffre le plus élevé depuis quatre ans qu'existe cette étude. Le rapport relève que « les conflits étaient toujours le principal moteur des crises alimentaires en 2019, mais les conditions climatiques extrêmes et les chocs économiques sont devenus de plus en plus importants ».

## Année internationale
- 2019, années internationales :
  - Année internationale des langues autochtones (voir l'article Langues par zone géographique), proclamée par l'ONU[5].
  - Année internationale de la modération, proclamée par l'ONU[6].
  - Année internationale du tableau périodique des éléments, proclamée par l'ONU[7].
  - 2019 est aussi l'« année Rembrandt » : les Pays-Bas célèbrent les 350 ans de la mort de l'artiste[8].
  - 2019 est aussi l'année du centenaire du média radio célébré au Canada, Montréal ayant été la première ville au monde à posséder une vraie station en 1919[9].

## Événements les plus marquants
Du point de vue des relations internationales, avec le point de vue nord-américain du Council on Foreign Relations :
1. les vagues de manifestations à Hong-Kong, en Irak, en Algérie, etc. ;
2. la procédure de destitution de Donald Trump ;
3. l'abandon des Kurdes par les Américains en Syrie ;
4. le tournant nationaliste en Inde ;
5. les feux de forêt dans l'Amazonie brésilienne ;
6. les tensions dans le golfe Persique ;
7. les migrations d'Amérique du Sud vers le Nord ;
8. la guerre commerciale États-Unis / Chine ;
9. le Brexit ;
10. les sommets intercoréens sur le nucléaire.

## Chronologie mensuelle

### Janvier
- 1er janvier :
  - Investiture de Jair Bolsonaro à la présidence du Brésil.
  - La Roumanie prend la présidence tournante de l'Union européenne, succédant à l'Autriche.
  - New Horizons survole 2014 MU69 dit alors Ultima Thulé et renommé depuis Arrokoth, l'objet le plus lointain jamais exploré par l'humanité[11],[12].
- 3 janvier : premier atterrissage sur la face cachée de la Lune par la sonde chinoise Chang'e 4.
- 6 janvier : éclipse partielle de Soleil visible en Chine, en Corée, au Japon et dans les îles Aléoutiennes.
- 12 janvier : Julien Nkoghe Bekalé est nommé Premier ministre du Gabon.
- 15 janvier : le Parlement du Royaume-Uni rejette l'accord de retrait du Royaume-Uni de l'Union européenne ;
- 21 janvier :
  - Un attentat des Talibans contre l'armée afghane provoque environ cent morts.
  - Éclipse totale de Lune, visible depuis le nord-ouest de l'Afrique, l'Europe, et les Amériques ; un impact météorique est observé au tout début de la phase de totalité.
- 22 au 27 janvier : Journées mondiales de la jeunesse à Panama, organisées par l'église catholique.
- 23 janvier : au Venezuela, le président de l'Assemblée nationale, Juan Guaidó, s'autoproclame président de la République par intérim, en concurrence avec le président élu, Nicolás Maduro[13]. Guaido est reconnu comme le président légitime sur la scène internationale le jour même par la plupart des pays du continent américain.
- 25 janvier :
  - le gouvernement américain et le Congrès des États-Unis parviennent à un accord temporaire sur le financement de l'administration américaine, mettant ainsi fin au shutdown le plus long de l'Histoire américaine d'une durée de 35 jours - sans pour autant parvenir à trouver une solution au désaccord sur le financement d'une éventuelle construction d'un mur à la frontière entre les États-Unis et le Mexique à l'origine du shutdown[14].
  - la rupture du barrage de Brumadinho au Minas Gerais (Brésil) fait au moins 115 morts et de nombreux disparus, et provoque un désastre écologique et a ainsi un gros impact sur la biodiversité amazonienne.
- 27 janvier : l'attentat de la cathédrale de Jolo (Philippines) provoque vingt morts.
- 29 janvier : le Premier ministre de Palestine Rami Hamdallah démissionne[15].
- 31 janvier : Abdullah Shah est élu le 16e roi de Malaisie[16].

### Février
- 2 février : la Russie entame le processus de retrait du traité sur les forces nucléaires à portée intermédiaire le lendemain de l'annonce du retrait américain.
- 3 février : élection présidentielle au Salvador.
- 6 février : signature du treizième accord de paix en Centrafrique entre le gouvernement centrafricain et 11 groupes rebelles.
- 23 février : élection présidentielle et élections législatives au Nigeria.
- 14 février : un attentat-suicide revendiqué par Jaish-e-Mohammed tue entre 40 et 46 policiers paramilitaires à Pulwama en Inde, élément déclencheur de la confrontation indo-pakistanaise de 2019.
- 16 février : début des manifestations d'ampleur en Algérie pour protester contre la candidature du président Abdelaziz Bouteflika à un cinquième mandat à l'élection présidentielle algérienne de 2019.
- 24 février :
  - à Cuba, la population approuve par référendum constitutionnel l'adoption d'une nouvelle constitution remplaçant celle de 1976, Elle reconnaît notamment la propriété privée et les investissements étrangers[17];
  - élections législatives en Moldavie ;
  - élection présidentielle au Sénégal.
- 25 février :
  - dans la continuité des manifestations de vendredi en Algérie, ce sont des avocats qui se réunissent cette fois à Alger pour protester contre un éventuel cinquième mandat du président Abdelaziz Bouteflika[18] ;
  - Mohammad Javad Zarif, ministre des Affaires étrangères de l'Iran depuis 2013, connu pour son rôle clé dans l'accord de Vienne sur le nucléaire iranien, annonce sa démission sur son compte Instagram[19].
- 26 février :
  - le clip de Despacito de Luis Fonsi, déjà la première vidéo à avoir dépassé les 3 milliards, les 4 milliards et les 5 milliards de vues sur YouTube, devient également la première vidéo à dépasser les 6 milliards de vues sur YouTube[20] ;
  - premiers affrontements de la confrontation indo-pakistanaise de 2019 : en représailles à l'attentat-suicide commis contre un convoi militaire indien deux semaines plus tôt, la force aérienne indienne bombarde des positions terroristes situés au Pakistan, accentuant les tensions entre les deux pays[21]. Il s'agit en effet des premières frappes aériennes menées sur la ligne de contrôle depuis la troisième guerre indo-pakistanaise[22]. Le même jour des incidents frontaliers aboutissent parallèlement à la mort de quatre civils dans l'Azad Cachemire[23],[24] ;
  - nouvelles manifestations en Algérie. Cette fois-ci, ce sont les étudiants qui sont à l'honneur. À Alger, Oran, Mostaganem et Tizi Ouzou, ils défilent par milliers pour protester contre un éventuel cinquième mandat du président Abdelaziz Bouteflika[25].
- 27 février :
  - le Pakistan affirme avoir abattu deux chasseurs indiens dans l'espace aérien pakistanais. L'un d'entre eux serait retombé au Cachemire pakistanais et son pilote aurait été fait prisonnier par les autorités locales. L'Inde de son côté affirme avoir abattu un MIG pakistanais. Dans ce contexte de fortes tensions, le Pakistan prend la décision de fermer son espace aérien[26];
  - un combat aérien oppose 8 avions de la force aérienne indienne et 24 appareils pakistanais[27]. Il s'agit du premier combat aérien entre les deux pays depuis la troisième guerre indo-pakistanaise[réf. souhaitée] ;
  - à l'occasion du sommet d'Hanoï, le président américain Donald Trump et le dirigeant nord-coréen Kim Jong-un se rencontrent pour la première fois depuis leur dernier sommet qui avait eu lieu à Singapour le 12 juin 2018.
- 28 février :
  - le sommet d'Hanoï entre le président américain Donald Trump et le dirigeant nord-coréen Kim Jong-un est brusquement écourté sans qu'aucun accord n'ait été trouvé entre les deux parties[28]. En cause notamment : des points de divergence concernant la dénucléarisation de la Corée du Nord et la levée des sanctions imposées au pays ;
  - le premier ministre du Pakistan, Imran Khan, annonce qu'Abhinandan Varthaman, le pilote de chasse indien capturé la veille, sera libéré, le lendemain en signe de paix[29].
  - l'Académie française approuve un rapport énonçant qu'il n'existe aucun obstacle de principe à la féminisation des noms de métiers et de professions en français.

### Mars
- 3 mars : élections législatives en Estonie.
- 4 mars :
  - le pape François annonce que les archives apostoliques du Vatican du pontificat du pape Pie XII seront ouvertes aux savants à partir du 2 mars 2020[30] ;
  - Révélation pour le grand public de l'existence d'un nouveau site maya d'offrandes quasi-intact à Chichén Itzá, dans le Yucatán au Mexique, connu par les archéologues mexicains et les populations mayas locales depuis 50 ans mais jusque-là caché dans une grotte murée[31].
- 5 mars :
  - élections législatives et référendum en Micronésie ;
  - identification chez un survivant de l'épidémie de maladie à virus Ebola en Afrique de l'Ouest d'un anticorps efficace face aux trois souches du virus Ebola et qui pourrait donc servir de base pour créer un vaccin efficace, publiée dans Nature Structural & Molecular Biology entre-autres par Kartik Chandran de l'Albert Einstein College of Medicine à New York et Erica Ollmann Saphire du La Jolla Institute for Immunology en Californie[32],[33] ;
  - confirmation dans Nature du deuxième cas connu dans le monde entier de rémission durable d'un patient souffrant du SIDA atteint du VIH-1[34],[35].
- 10 mars :
  - élections législatives en Guinée-Bissau ;
  - élections législatives en Corée du Nord ;
  - le vol 302 Ethiopian Airlines s'écrase en Éthiopie ;
  - Mohammad Shtayyeh (Fatah) est nommé Premier ministre de l'Autorité palestinienne[36].
- 11 mars : le président algérien Abdelaziz Bouteflika renonce à briguer un 5e mandat et reporte sine die l'élection présidentielle ; le Premier ministre Ahmed Ouyahia est remplacé par Noureddine Bedoui. Les manifestations continuent car les Algériens craignent que la prolongation du quatrième mandat ne serve à maintenir Bouteflika en place sur une durée indéterminée.
- 12 mars : naufrage du cargo « Ro-Ro » italien Grande America à environ 333 km de la côte atlantique française, menaçant celle-ci d'une marée noire.
- 15 mars : première grève mondiale de la jeunesse pour le climat.
- 15 mars : l'attentat de Christchurch contre deux mosquées en Nouvelle-Zélande, provoqué par des terroristes racistes d'extrême droite, cause la mort de cinquante personnes.
- 16 mars : élection présidentielle en Slovaquie.
- 17 mars : le retrait des Philippines de la Cour pénale internationale devient effectif, sans que cela ne stoppe les enquêtes de la CPI à l'encontre du président philippin Rodrigo Duterte[37].
- 18 mars : le cyclone Idai provoque au moins trois cents morts au Mozambique et au Zimbabwe, et probablement plus d'un millier de morts au Mozambique (plus de deux cents confirmés à l'heure actuelle) où il a détruit à 90 % Beira, la deuxième ville du pays[38],[39],[40].
- 19 mars : le président du Kazakhstan Noursoultan Nazarbaïev démissionne, il est remplacé par Kassym-Jomart Tokaïev ; le lendemain, la capitale Astana est renommée en Nour-Soultan d'après lui (Astana signifiant littéralement « Capitale » et Noursoultan « Sultan de lumière » en kazakh).
- 23 mars : au moins 160 civils peuls sont massacrés dans des violences inter-ethniques à Ogossagou, au Mali, par des miliciens dogons.
- 24 mars : élections législatives en Thaïlande.
- 26 mars : Fondation officielle de la Garde nationale du Mexique.
- 31 mars : élection présidentielle en Ukraine (1er tour).

### Avril
- 2 avril : démission d'Abdelaziz Bouteflika, président de l'Algérie, Abdelkader Bensalah assure l'intérim.
- 9 avril : élections législatives en Israël.
- 11 avril : au Soudan, le président Omar el-Béchir est renversé par l'armée à la suite d'importantes manifestations.
- 11 avril au 19 mai : élections législatives en Inde
- 12 avril : Report du Brexit jusqu'au 31 octobre au plus tard
- 14 avril : élections législatives en Finlande.
- 15 avril : un violent incendie ravage la Cathédrale Notre-Dame de Paris, en France, pendant près de quinze heures ; détruisant son toit et sa charpente (surnommée "la forêt") et faisant chuter sa fameuse flèche.
- 16 avril : Le président américain Donald Trump met son veto à une résolution du Congrès visant à mettre fin au soutien des États-Unis à l'intervention militaire de l'Arabie saoudite dans la guerre civile au Yémen[41].
- 17 avril : élection présidentielle en Indonésie.
- 21 avril :
  - attentats meurtriers au Sri Lanka ;
  - élection présidentielle en Macédoine du Nord (1er tour) ;
  - élection présidentielle en Ukraine (2e tour).
- 28 avril :
  - élections législatives au Bénin ;
  - élections générales en Espagne.
- 30 avril : abdication de l'empereur du Japon Akihito.

### Mai
- 1er mai : intronisation du nouvel empereur du Japon Naruhito.
- 5 mai :
  - élection présidentielle en Macédoine du Nord (2e tour) ;
  - élections législatives et présidentielle au Panama.
- 8 mai : élections législatives en Afrique du Sud.
- 12 mai :
  - élection présidentielle et référendum constitutionnel en Lituanie ;
- 18 mai :
  - élections fédérales en Australie ;
  - finale du concours Eurovision de la chanson 2019 à Tel-Aviv, en Israël.
- À partir du 20 mai : une vague de chaleur frappe l'Inde et le Pakistan et se poursuit sur tout le mois de juin, provoquant au moins 184 morts.
- 23 au 26 mai : élections européennes.
- 24 mai : référendum en Irlande.
- 26 mai :
  - élections législatives fédérales en Belgique ;
  - élections dans les communautés autonomes en Espagne.
- 27 mai : élections législatives à Madagascar.
- 28 mai : mise en circulation des nouveaux billets de 100 euros et de 200 euros[42].
- 29 mai :
  - élection présidentielle en Lettonie, Egils Levits est élu ;
  - le naufrage d'un bateau transportant des touristes sud-coréens sur le Danube à Budapest provoque 7 morts et 21 disparus.
- 30 mai : James Marape est nommé Premier ministre de Papouasie-Nouvelle-Guinée.
- 31 mai : une fusillade à Virginia Beach aux États-Unis fait 12 morts.

### Juin
Le mois de juin 2019 est le mois de juin le plus chaud jamais enregistré dans l'Histoire du monde (moins que le mois de juillet qui le suit). Ceci se traduit par la canicule précoce en Europe et en Afrique du Nord, au cours de laquelle des records absolus de température ont été battus en France et en Italie.
- 5 juin : élections législatives au Danemark.
- 15 juin au 13 juillet : Coupe d'Afrique des nations de football.
- 7 juin au 7 juillet : Coupe du monde féminine de football en France.
- 9 juin :
  - manifestations à Hong Kong contre la loi d'extradition ;
  - élection présidentielle au Kazakhstan.
- 16 juin : élection présidentielle et législatives au Guatemala.
- 22 juin :
  - élection présidentielle en Mauritanie, Mohamed Ould Ghazouani est élu ;
  - une tentative de coup d'État dans l'Amhara au nord-ouest de l'Éthiopie cause des dizaines de morts et les assassinats entre-autres du président de la région d'Amhara Ambachew Mekonnen et du chef d'état-major éthiopien le général Seare Mekonnen, et se termine par une victoire des loyalistes ; le général putschiste ethno-nationaliste Asaminew Tsige est éliminé deux jours plus tard par la police éthiopienne.
- 21 au 30 juin : Jeux européens de 2019 en Biélorussie ont lieu à Minsk.
  - au Mexique :
    - la Garde nationale du Mexique commence à absorber la Police fédérale et une partie de la Marine, afin de créer une super-institution plus efficace chargée de la sécurité des citoyens mexicains face à la corruption et à la Guerre de la drogue ;

### Juillet
Le mois de juillet 2019 est le mois le plus chaud jamais enregistré.
- 1er juillet : la Finlande prend la présidence tournante de l'Union européenne, succédant à la Roumanie.
- 2 juillet : éclipse solaire totale visible au Chili et en Argentine.
- 3 juillet : l’eurodéputé du Parti démocrate italien David Sassoli est élu président du Parlement européen[44].
- 7 juillet : élections législatives en Grèce.
- 16 juillet :  Ursula von der Leyen est élue présidente de la Commission européenne par la nouvelle législature du Parlement européen pour entrer en fonction en novembre, elle sera la première femme à ce poste.
- 21 juillet :
  - élections des conseillers au Japon ;
  - élections législatives en Ukraine.
- 22 juillet - 1er août : une autre canicule frappe l'Europe, alors que la précédente ne s'était arrêtée que le 8 juillet.
- 24 juillet : Boris Johnson est nommé Premier ministre du Royaume-Uni, au lendemain de son élection comme chef du parti conservateur, succédant à Theresa May.
- 25 juillet : L'astéroïde 2019 OK frôle la Terre, passant à 72500 kilomètres de celle  ci[45].
  - le président tunisien Béji Caïd Essebsi meurt des suites de son malaise du mois dernier, Mohamed Ennaceur le remplace par intérim, l'élection présidentielle prévue pour novembre est avancée au 15 septembre ;

### Août
- 3 août : une fusillade terroriste raciste, qualifié d'attentat anti-mexicains, cause 22 morts à El Paso, aux États Unis.
- 8 août : un accident nucléaire survient dans la base militaire de Nyonoksa en Russie.
- 11 août : élection présidentielle au Guatemala (2e tour).
- À partir du 11 août : la multiplication anormale des feux de forêt dans l'Amazonie brésilienne amène à déclarer l'état d'urgence dans l'Amazonas ; la situation devient hors de contrôle, les foyers s'étendent et se multiplient au long du mois d'août, provoquant des catastrophes écologiques, attirant l'attention internationale et une crise politique internationale vis-à-vis de la gestion de la crise gouvernement Bolsonaro, et de sa politique écologique et agricole qui encourage la déforestation et le brûlis.
- 20 août : démission de Giuseppe Conte, président du Conseil des ministres d'Italie.
- 26 août : le président indonésien, Joko Widodo, annonce que la capitale de l'Indonésie va être transférée dans une autre ville, à construire au milieu de la jungle tropicale de l'île de Bornéo, dans la province de Kalimantan[46],[47].
- 25 au 27 août : 45e sommet du G7 en France. Cette fois encore, la Russie n'est pas présente, en raison de son exclusion du G7 depuis la crise de Crimée de 2014.
- Du 31 août au 15 septembre : Coupe du monde de basket-ball masculin 2019 en Chine.

### Septembre
- 1er septembre :
  - Le président allemand Frank-Walter Steinmeier demande pardon à la Pologne lors d'une cérémonie commémorative à Wieluń (Pologne), à laquelle ont assisté le président polonais, Andrzej Duda. Les chefs d'État commémorent le bombardement de Wieluń par l'Allemagne nazie le premier jour de la Seconde Guerre mondiale.
  - l'ouragan Dorian cause au moins 50 morts et d'importants dégâts aux Bahamas.
- 4 septembre : formation du gouvernement Conte II en Italie.
- 5 septembre : des chercheurs de l'université de Hokkaidō, au Japon, publient la description d'une nouvelle espèce de dinosaures, Kamuysaurus japonicus, unique représentant du genre Kamuysaurus.
- 7 septembre : fin des manifestations des étudiants en médecine en Équateur, entamées le 1er mai, après que le gouvernement équatorien a accédé à leurs demandes le 4 septembre.
- 9 septembre : élections législatives aux Tuvalu.
- 10 septembre : description de deux nouvelles espèces d'anguilles électriques (genre Electrophorus), considérées pendant plus de 250 ans comme ne formant qu'une seule espèce.
- 11 septembre :
  - vapeur d'eau détectée par le télescope Hubble sur l'exoplanète K2-18 b.
  - annonce officielle de la découverte de la comète C/2019 Q4 (Borissov), second objet interstellaire connu.
- 14 septembre :
  - une attaque de drones contre Abqaïq et Khurais réduit la production de pétrole de l’Arabie saoudite de moitié ;
  - sommet de la CEDEAO, à Ouagadougou. Projets de fourniture d'électricité solaire et de lutte contre le terrorisme[48],[49].
- 15 septembre : élection présidentielle en Tunisie.
- 17 au 30 septembre : 74e assemblée générale de l'ONU [50] à New York, avec un discours de Greta Thunberg en faveur de l'écologie.
- 20 septembre : Marche mondiale pour le climat qui réunit entre 4 millions et 6,6 millions de manifestants dans le monde[51].
- 20 septembre au 2 novembre : Coupe du monde de rugby à XV au Japon.
- 27 septembre : autres marches mondiales pour le climat.
- 28 septembre : élection présidentielle en Afghanistan.
- 29 septembre au 6 octobre : Championnats du monde d'athlétisme 2019 à Doha.
  - en France, la journée de deuil national, décrétée après la mort de l'ex-président Jacques Chirac le 26 septembre, est le cadre d'une cérémonie solennelle aux Invalides.

### Octobre
- 1er octobre :
  - À partir du 1er octobre : manifestations sanglantes en Irak dont la répression fait plus de 150 morts.
  - La Chine célèbre sa 70e année de la proclamation de la république populaire de Chine, avec des défilés dans tout le pays, y compris un grand défilé militaire dans la capitale Pékin.
- 2 - 13 octobre : manifestations en Équateur.
- 5 octobre : élections législatives aux Émirats arabes unis.
- 6 octobre :
  - élections législatives au Portugal ;
  - élections législatives en Tunisie ;
  - élections législatives au Kosovo.
- À partir du 7 octobre : des manifestations gigantesques au Chili, en réaction à des mesures d'augmentation des prix des services publics, réunissent jusqu'à plus d'un million de manifestants sur une population chilienne totale de presque 18 millions d'habitants.
- À partir du 9 octobre : les révélations d'utilisation d'argent de la drogue dans la campagne pour les élections générales honduriennes de 2017 au cours du procès à New York de Juan Antonio Tony Hernández Alvarado, ancien député et frère du président du Honduras Juan Orlando Hernández, accusé de meurtre et de trafic de drogue (déclaré coupable le 18 octobre), provoquent des manifestations et des émeutes au Honduras pour demander la démission du président.
- 13 octobre :
  - élections parlementaires en Pologne ;
  - élection présidentielle en Tunisie (2e tour), Kaïs Saïed l'emporte avec 72,71 % des suffrages.
- 14 octobre : le verdict du procès des indépendantistes catalans déclenchent les manifestations et émeutes en Catalogne.
- 15 octobre : élection présidentielle et législatives au Mozambique.
- À partir du 17 octobre : importantes manifestations au Liban.
- 20 octobre :
  - élections fédérales en Suisse ;
  - élections générales en Bolivie, dont les résultats contestés provoquent une crise politique et d'autres manifestations importantes.
- 21 octobre : élections fédérales au Canada.
- 23 octobre : élections générales au Botswana.
- 27 octobre :
  - mort d'Abou Bakr al-Baghdadi, « calife » de l'État islamique, tué lors du raid de Baricha en Syrie.
  - élections présidentielle et législatives en Argentine ;
  - élections générales et référendum constitutionnel en Uruguay ;
  - élections législatives à Oman.
- 28 octobre : en Belgique, Sophie Wilmès est nommée Première ministre chargée des affaires courantes, en remplacement de Charles Michel.
- 29 octobre : Saad Hariri, président du Conseil des ministres du Liban, annonce sa démission et celle de son gouvernement.

### Novembre
- 1er novembre : au Mali, l'attaque du camp militaire d'Indelimane fait cinquante morts.
- 2 novembre : l'Afrique du Sud remporte la Coupe du monde de rugby à XV 2019 en battant l'Angleterre et devient championne du monde pour la troisième fois.
- 3 novembre : Lewis Hamilton remporte, lors de la 19e manche de la saison de Formule 1, son sixième titre de champion du monde, dépassant Juan Manuel Fangio au palmarès.
- 4 novembre :
  - massacre de la famille LeBaron dans la Sierra Madre occidentale au Mexique ;
  - le nouveau gouvernement roumain, dirigé par le libéral Ludovic Orban, est investi par le Parlement.
- 4 au 7 novembre : France-Chine. Des accords économiques[52], et une déclaration commune sur la biodiversité[53].
- 6 novembre : une attaque contre un convoi de la société minière SEMAFO dans la région Est du Burkina Faso provoque au moins 37 morts civils et soixante blessés. Il s'agit de l'attaque la plus meurtrière enregistrée dans le pays depuis le début des violences jihadistes en 2014.
- 7 novembre : élections législatives à Maurice.
  - des affrontements dans tout l"État de Chihuahua au Mexique entre Los Mexicles (alliés locaux du Cartel de Sinaloa), le cartel de Juárez ou un de ses alliés locaux, et les forces de l'ordre mexicaines, causent 38 morts[54].
- 8 novembre : l'ancien président brésilien; Lula da Silva; sort de la prison dans laquelle il est emprisonné depuis plus d'un an. Cette libération provoque des manifestations "anti-libération" de la part de l'extrême droite; notamment à Rio; et des foules de joies à Sao et dans les favelas.
- 9 novembre : commémoration des trente ans de la chute du mur de Berlin à Berlin.
- 10 novembre :
  - élections générales en Espagne ;
  - élection présidentielle en Roumanie.
- 10 novembre : le président bolivien Evo Morales annonce sa démission après trois semaines de crise.
- 11 novembre : transit de Mercure.
- 16 novembre : élection présidentielle au Sri Lanka, Gotabaya Rajapaksa est élu ;.
- 17 novembre : élections législatives en Biélorussie.
- 18 novembre : élections législatives à Montserrat.
  - L’administration Trump annonce que les États-Unis ne considèrent plus la colonisation israélienne de la Cisjordanie comme illégale en soi par le droit international. Cette annonce a été saluée par le Premier ministre israélien Benjamin Netanyahu et condamnée par l'Union européenne, l'Autorité nationale palestinienne et le ministre jordanien des Affaires étrangères Ayman Safadi.
  - Au Mali, 30 soldats maliens sont morts et 29 sont blessés dans le combat de Tabankort.
- 20 novembre : référendum sur la création d'une région Sidama en Éthiopie, La population approuve la régionalisation a une écrasante majorité, avec plus de 98 % de votes en faveur. La gestion du référendum et de ses probables conséquences centrifuges sur le système ethno-centré de l’Éthiopie est considérée comme un test crucial pour la politique d'ouverture démocratique du Premier ministre Abiy Ahmed, en amont des élections législatives de 2020.
- 21 novembre : en Israël, le procureur général d'Israël, Avichaï Mandelblit, annonce sa décision d'inculper Benyamin Netanyahou pour corruption, fraude et abus de confiance dans le cadre de l'affaire des 4000 (octroi de faveurs au groupe de télécommunications Bezeq en échange d’une couverture à son avantage par le journal sur Internet Walla! (en)) et pour fraude et abus de confiance dans les deux affaires des 1000 (cadeaux dont il a bénéficié avec sa famille) et des 2000 (demande d'une couverture médiatique plus favorable au propriétaire du quotidien Yediot Aharonot en échange de l'organisation de la baisse de la diffusion du quotidien gratuit Israël Hayom). Benyamin Netanyaou dénonce «une tentative de coup d'État».,
- 23 novembre : référendum sur l'indépendance de Bougainville, en Papouasie-Nouvelle-Guinée est organisé du 23 novembre au 7 décembre 2019, Les habitants de la région autonome de Bougainville commencent à se prononcer en faveur d'une plus grande autonomie vis-à-vis de la Papouasie-Nouvelle-Guinée ou de l'indépendance. Le gouvernement de Papouasie-Nouvelle-Guinée a le dernier mot sur l'acceptation ou non de l'indépendance.
- 24 novembre :
  - élection présidentielle en Guinée-Bissau (1er tour), José Mário Vaz arrive quatrième du scrutin, et est donc éliminé dès le premier tour[55]. ;
  - élection présidentielle en Roumanie (2e tour), Klaus Iohannis est réélu.
  - élection présidentielle en Uruguay (2e tour), Luis Alberto Lacalle Pou est élu président de la République.
  - élections locales à Hong Kong, les manifestations ont été suspendues par les organisateurs.
  - Référendum au Liechtenstein.
  - Un accident aérien à Goma fait 29 morts ;
- 25 novembre : une collision entre deux hélicoptères entraîne la mort de 13 soldats français au Mali[56].
- 26 novembre : un séisme en Albanie fait au moins 28 morts[57].
- 27 novembre : élection présidentielle et législatives en Namibie, le président sortant Hage Geingob, est réélu avec un score de 56 % des suffrages.
- 29 novembre : une attaque à l’arme blanche à Londres fait deux morts et trois blessés.
- 30 novembre :
  - le Premier ministre irakien Adel Abdel-Mehdi présente sa démission ;
  - ouverture de la 30e édition des Jeux d'Asie du Sud-Est de 2019, du 30 novembre au 11 décembre aux Philippines.
  - le Cartel du Nord-est (groupe de narcotrafiquants ayant fait cession des Zetas en 2019) attaque la mairie de Villa Unión, dans l’État de Coahuila au Mexique, provoquant 14 morts : 10 tueurs à gages du cartel et 4 policiers[58],[59]. Le lendemain, 7 autres membres présumés du cartel sont tués lors d'une opération policière pour retrouver les responsables de l'attaque[22],[13].

### Décembre
- 1er décembre : la nouvelle Commission européenne présidée par Ursula von der Leyen entre en fonction, celle-ci succède à Jean-Claude Juncker et devient ainsi la première femme à la tête de la Commission.
  - en Tunisie, l'accident d'Aïn Snoussi fait trente morts et quinze blessés.
  - avec 127 morts violentes enregistrées ce jour-là, le 1er décembre 2019 est officiellement le jour qui a connu le plus d'homicides enregistrés depuis le début des relevés statistiques sur les homicides au Mexique[60] (à noter que le bilan officiel du Massacre de Tlatelolco du 2 octobre 1968 a été considérablement sous-évalué et qu'il est possible que ce jour-là ait été largement plus violent que le 1er décembre 2019)
- 2 décembre : le gazoduc Force de Sibérie effectue les premières livraisons de gaz de la Russie vers la Chine.
- 2 au 13 décembre : Conférence de Madrid sur les changements climatiques (COP 25) en Espagne.
- 3 et 4 décembre : sommet de l'OTAN à Londres, à l'occasion du 70e anniversaire de l'Alliance[61].
- 4 décembre : le naufrage d'une embarcation de migrants au large de la Mauritanie provoque la mort d'au moins 62 migrants.
- 4-8 décembre : Championnats d'Europe de natation en petit bassin au Royaume-Uni.
- 5 décembre :
  - lancement depuis Cap Canaveral (États-Unis) du satellite AztechSat-1, construite par l'Université Populaire Autonome de l’État de Puebla et par l'Agence Spatiale Mexicaine, première mise-en-orbite d'un satellite mexicain depuis 23 ans[62],[63] ;
  - début d'un mouvement social (nombreuses grèves et manifestation) pour protester contre une réforme du régime des retraites, entre 800 000 (selon le Ministère de l'Intérieur) et 1 500 000 de personnes (selon les syndicats Confédération générale du travail et Force ouvrière) manifestent dans toute la France[64] ; si les estimations des syndicats sont exactes, cela en ferait une manifestation comparable à celles de 2010 et 1995[47].
  - La Bosnie-Herzégovine prend le contrôle total de l'espace aérien du pays pour la première fois depuis la fin de la guerre de Bosnie. Cet espace aérien avait été contrôlé par l'OTAN entre 1995 et 2003, après quoi il était contrôlé conjointement par la Serbie et la Croatie jusqu'à cette annonce.
- 5-6 décembre : à cause d'une épidémie de rougeole qui a fait 63 morts, elle-même causée par une couverture vaccinale n'atteignant que 30 % de la population des Îles Samoa, le gouvernement samoan décrète un état d'urgence, introduit la vaccination obligatoire, ferme les écoles et interdit aux personnes de moins de 17 ans de se joindre à tout rassemblement public[65],[66] ; durant ces deux jours, les écoles et commerces sont fermés, les liaisons entre les îles par ferry sont interrompues, il est conseillé aux Samoans d'attendre l'arrivée des équipes de vaccination à leur domicile (les domiciles des non-vaccinés sont signalés par un drapeau rouge accroché à l'extérieur) et aux véhicules privés de ne pas circuler[22] ; ce conseil étant massivement suivi, les rues de la capitale Apia sont désertées[22] ; et le militant anti-vaccin Edwin Tamasese est arrêté[22].
- 6 décembre : élections législatives à la Dominique.
- 7 décembre : le référendum d'autodétermination de Bougainville, en Papouasie-Nouvelle-Guinée, se termine au bout de deux semaines, Les résultats donnent une écrasante majorité en faveur de l'indépendance, plus de 98 % des bougainvillois s'étant rendus aux urnes ayant fait ce choix, pour une participation de plus de 87 %[67], Le résultat du scrutin est légalement non contraignant. Il devra être suivi d'un débat au Parlement de Papouasie-Nouvelle-Guinée, puis d'un vote sur sa ratification[68], Une phase de consultation aux contours encore indéterminés est prévue pour 2020 afin de trouver un accord entre les représentants de la région et ceux du pouvoir central[69].
- 8 décembre : 
  - élections législatives a Saint-Marin.
  - Un incendie dans une usine à New Delhi, en Inde fait 43 morts et seize blessés.
- 9 décembre : en Nouvelle-Zélande, le volcan White Island entre en éruption, faisant 19 morts et 24 blessés.
- 10 décembre : Sanna Marin devient nouvelle Première ministre de Finlande, ce qui fait d'elle la plus jeune chef de gouvernement de l'histoire finlandaise.
  - 71 militaires nigériens sont tués dans l'attaque d'Inates.
- 11 décembre : l'Université de Griffith (Australie) publie[70] les résultats d'une datation à l'uranium-thorium sur une peinture préhistorique représentant une scène de chasse découverte en 2017 dans une grotte sur le site de Leang Bulu Sipong sur l'île de Célèbes (Indonésie), selon laquelle cette peinture serait vieille d'au moins 43 900 ans, ce qui en ferait la plus ancienne œuvre d'art figuratif connue[71],[72].
- 12 décembre :
  - élection présidentielle en Algérie, Abdelmadjid Tebboune est élu dès le premier tour avec 58,15 % des suffrages exprimés ;
  - élections générales au Royaume-Uni.
- 17 décembre :
  - lancement du télescope spatial CHEOPS, dont la mission est d'étudier la formation de planètes extrasolaires ;
  - une fusillade dans une prison au Panama fait quatorze morts et onze blessés.
- 18 décembre : au Soudan du Sud, après plusieurs mois de tension entre le gouvernement Salva Kiir et l'ex rébellion (opposition) de Riek Machar, les chefs des deux entités s'engagent à former le gouvernement d'union nationale à la fin du mois de février 2020[73].
- 19 décembre :
  - la Chambre des représentants des États-Unis vote pour destituer le président Donald Trump pour abus de pouvoir et obstruction au Congrès.
  - une fusillade près du siège du FSB à Moscou, en Russie fait deux morts et cinq blessés.
  - En Libye, le gouvernement d'union nationale active un accord de coopération avec la Turquie, permettant une éventuelle intervention militaire turque dans la deuxième guerre civile libyenne.
- 20 décembre : fondation de la United States Space Force, destinée à la conduite d'opérations militaires dans l'espace [74].
- 20 décembre et 21 décembre : une fusillade dans une prison au Honduras fait 18 morts et seize blessés ;
  - au Mali, 33 djihadistes sont morts dans le combat de Wagadou.
- 22 décembre :
  - élections législatives en Ouzbékistan (1er tour)[75].
  - élection présidentielle en Croatie (1er tour).
- 23 décembre : le chef d'état major de l'Armée nationale populaire d'Algérie, Ahmed Gaïd Salah, meurt subitement d'une crise cardiaque ; Saïd Chengriha est nommé au poste par intérim.
  - un accident de bus en Indonésie fait au moins 27 morts et treize blessés.
- 24 décembre : en Irak, le Conseil des représentants adopte une série de lois électorales pour apaiser les manifestants. Les lois permettront aux électeurs de sélectionner des individus plutôt que d'utiliser des listes de partis, et les candidats représenteront des circonscriptions électorales plutôt que des provinces.
  - au Burkina Faso, l'attaque d'Arbinda fait au moins 42 morts.
- 25 décembre : en Irak, le bloc d'opposition Fatah Alliance nomme le gouverneur de Bassora Asaad Al Eidani pour succéder à Adil Abdul-Mahdi au poste de Premier ministre irakien. Les manifestants rejettent la nomination, le considérant comme faisant partie de l'establishment.
- 26 décembre : éclipse solaire annulaire visible dans une partie de l’Asie.
  - Le président Turc Recep Tayyip Erdoğan annonce qu'il enverra des troupes en Libye pour aider le gouvernement d'accord national basé à Tripoli, reconnu internationalement, après avoir demandé un soutien. Il prévoit de soumettre sa motion à la Grande Assemblée nationale le 7 janvier 2020, pour approbation.
- 27 décembre : le vol 2100 Bek Air s'écrase sur une maison près d'Almaty (Kazakhstan), provoquant la mort d'au moins douze personnes.
- 28 décembre : en Somalie, un attentat à Mogadiscio fait au moins 76 morts.
  - Abdelaziz Djerad est nommé Premier ministre d'Algérie.
  - Une attaque terroriste fait cinq blessés à Monsey, aux États-Unis.
- 29 décembre : élection présidentielle en Guinée-Bissau (2e tour) entre les anciens Premiers ministres Domingos Simões Pereira et Umaro Sissoco Embaló[76].
- 30 décembre : au Soudan, Un tribunal condamne 27 personnes à mort pour le meurtre d'un enseignant détenu en février lors de manifestations qui ont conduit au renversement de l'ancien président Omar el-Béchir.
- 31 décembre :
  - l'étendue de la couverture du réseau DAB/DAB+ atteint plus de 95 % de la population en Norvège, Suisse, Danemark, Allemagne, Royaume-Uni, Pays-Bas et Belgique[77].
  - la Chine informe l'Organisation mondiale de la santé (OMS) qu'une épidémie de maladie à coronavirus a commencé à Wuhan[78].

## Fondations en 2019
- Auraj, organisation anarchiste et féministe bengladaise.

## Distinctions internationales en 2019

### Prix Nobel
Les lauréats du Prix Nobel en 2019 sont :
- Prix Nobel de chimie : John B. Goodenough, Stanley Whittingham et Akira Yoshino.
- Prix Nobel de littérature : Peter Handke.
- Prix Nobel de la paix : Abiy Ahmed (Éthiopie).
- Prix Nobel de physiologie ou médecine : William Kaelin Jr., Peter J. Ratcliffe et Gregg L. Semenza.
- Prix Nobel de physique : James Peebles, Michel Mayor et Didier Queloz.
- « Prix Nobel » d'économie : Abhijit Banerjee, Esther Duflo et Michael Kremer.

### Autres prix
- Prix Pritzker (architecture) : Arata Isozaki.

## Décès en 2019

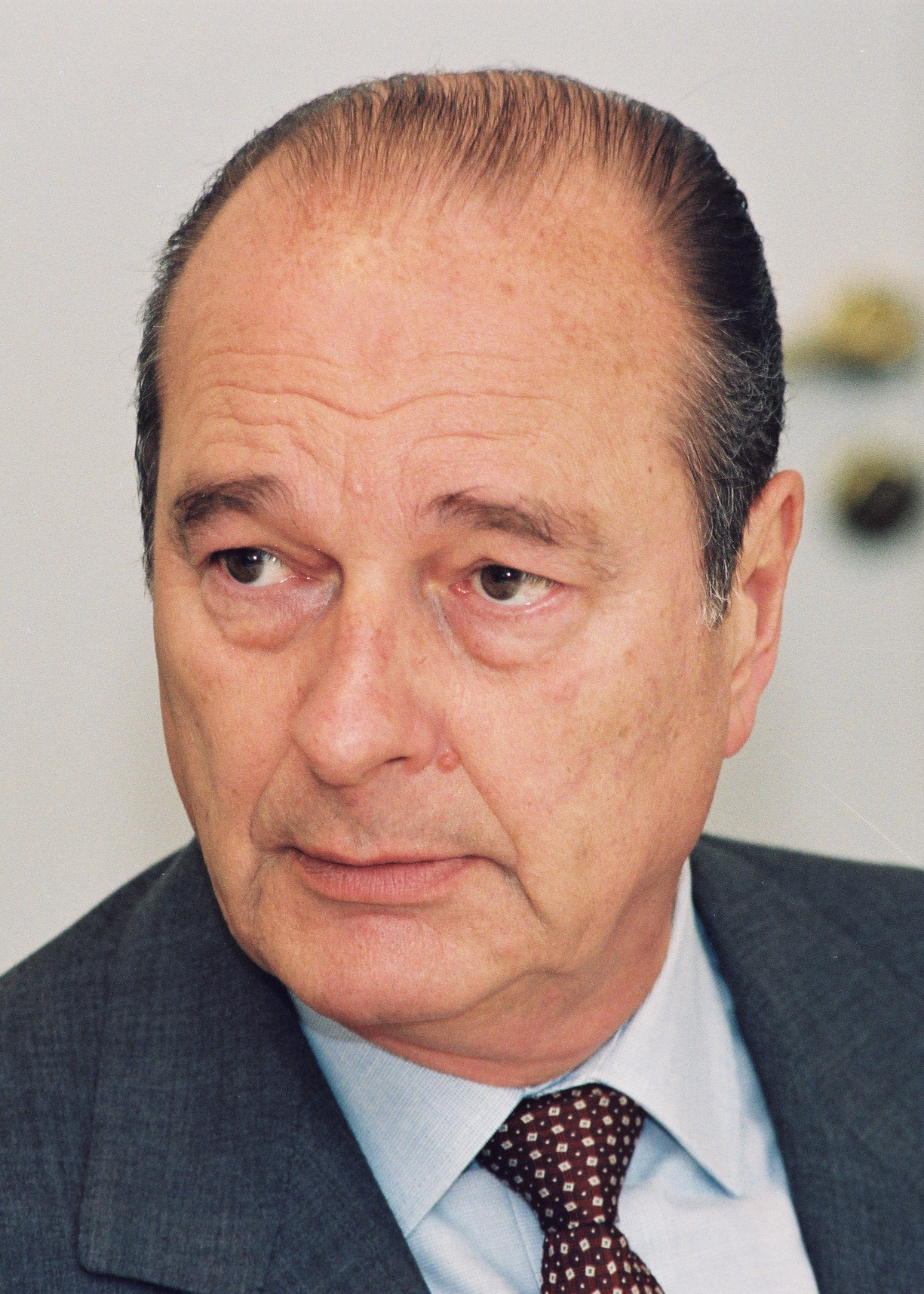
Jacques Chirac.

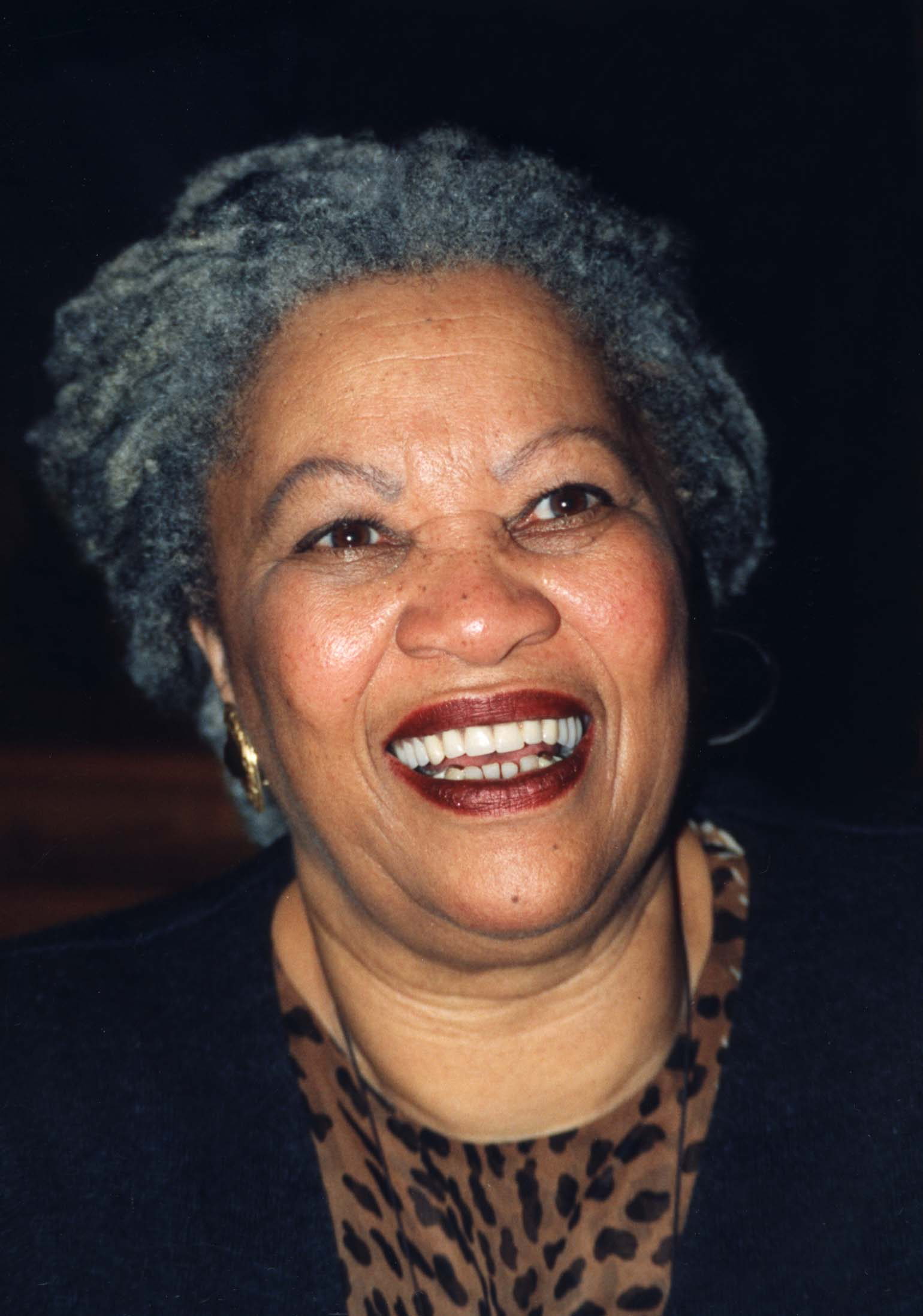
Toni Morrison.

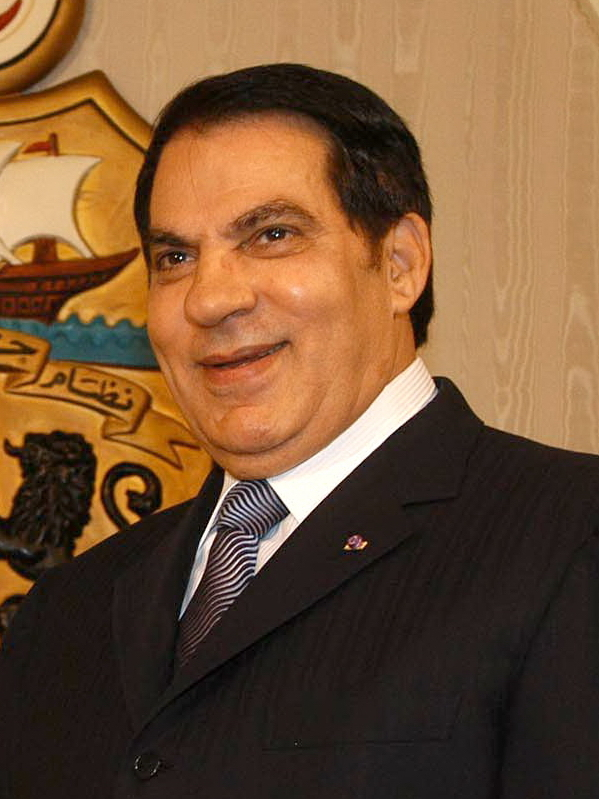
Zine el-Abidine Ben Ali.

Personnalités majeures décédées en 2019
- 26 janvier : Michel Legrand (musicien et compositeur français)
- 19 février : Karl Lagerfeld (couturier allemand)
- 29 mars : Agnès Varda (cinéaste française)
- 24 avril : Jean-Pierre Marielle (acteur français)
- 16 mai : Ieoh Ming Pei (architecte américain d'origine chinoise)
- 20 mai : Niki Lauda (coureur automobile autrichien)
- 1er juin : Michel Serres (philosophe français)
- 17 juin : Mohamed Morsi (homme politique égyptien)
- 6 juillet : João Gilberto (musicien brésilien)
- 5 août : Toni Morrison (romancière américaine)
- 6 septembre : Robert Mugabe (homme politique zimbabwéen)
- 19 septembre : Zine el-Abidine Ben Ali (homme politique tunisien)
- 26 septembre : Jacques Chirac (homme politique français)
- 30 septembre : Jessye Norman (soprano américaine)
- 13 novembre : Raymond Poulidor (cycliste français)
- 29 novembre : Yasuhiro Nakasone (homme politique japonais)

## 2019 dans la fiction

### Littérature
- La trilogie Ne ramenez jamais une fille du futur chez vous se déroule en 2019.

### Cinéma
- Le film Blade Runner se déroule en 2019.
- Le film d'animation japonais Akira se déroule en 2019.
- Le film Daybreakers se déroule en 2019.
- Le film The Island se déroule en 2019.

### Télévision
- La série allemande Dark se déroule en 2019.
- Le dernier épisode de la première saison de Dollhouse (Los Angeles 2019) se déroule en 2019.
- La série Dark Angel se déroule en 2019.
- Le début du premier épisode de la première saison de Batman, la relève (Batman Beyond) se déroule en 2019.